# László Passuth
Pour les articles homonymes, voir Passuth.
Dans le nom hongrois Passuth László, le nom de famille précède le prénom, mais cet article utilise l’ordre habituel en français László Passuth, où le prénom précède le nom.

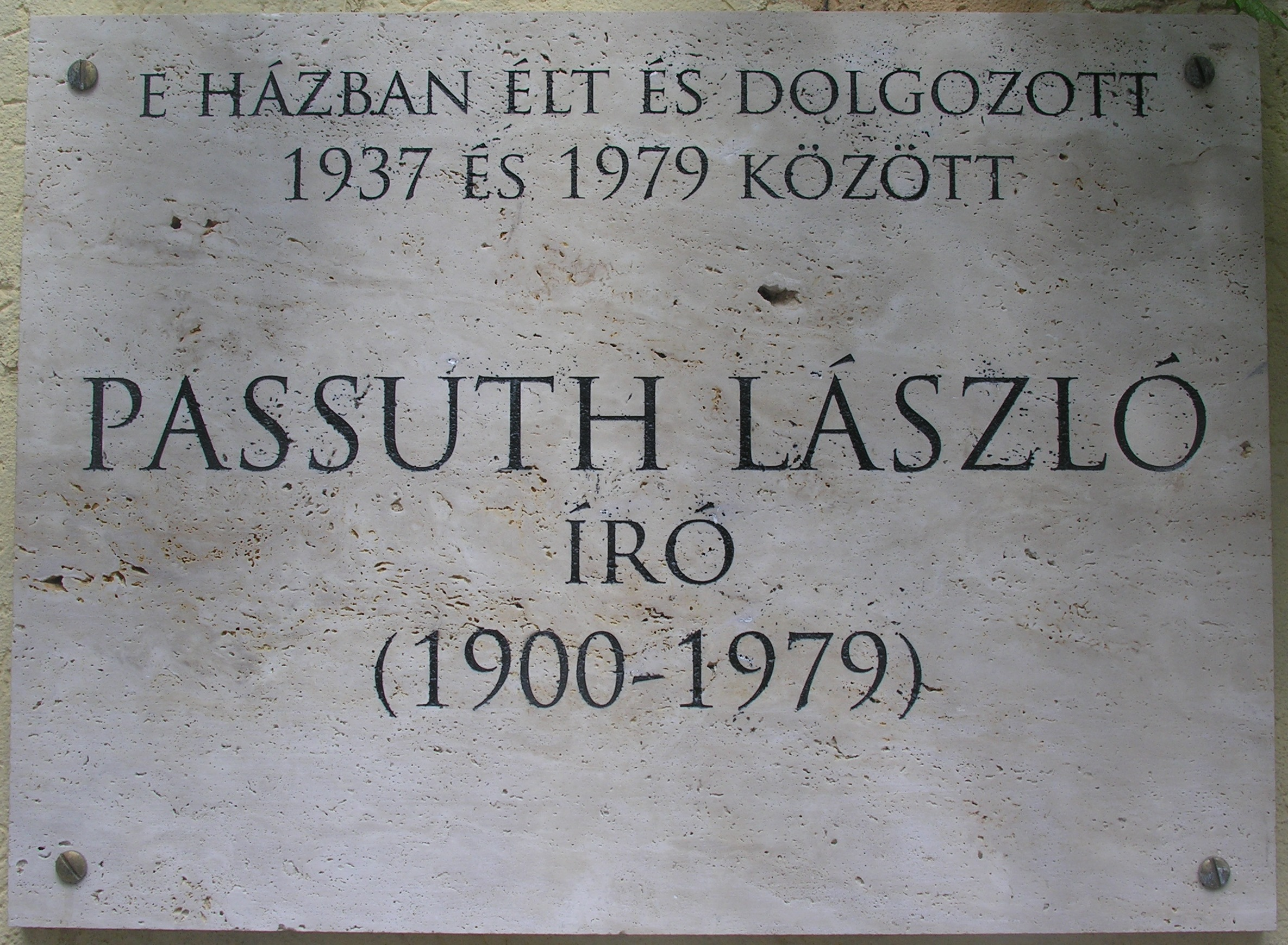
Plaque en hommage à László Passuth, Budapest.

László Passuth (en hongrois, Passuth László), né à Budapest le 15 juillet 1900 et mort à Balatonfüred le 19 juin 1979, est un écrivain d’expression hongroise, père de l’historienne de l’art Krisztina Passuth.

## Biographie
De 1919 à 1950, il travaille principalement comme employé de banque puis, à partir de 1960 jusqu'à sa retraite, dans un bureau de traduction nationale. Il obtient un diplôme à la Faculté de droit de l'Université de Szeged.
Ses premiers essais en tant qu’écrivain paraissent dans les années 1920, dans plusieurs revues. Son premier roman, Eurasie, paraît en 1937, suivi par un certain nombre de romans, d’une préparation philologique approfondie, et d’un style exceptionnellement sophistiqué. 
Le roman historique Le dieu de la pluie pleure sur le Mexique est son premier grand succès, en 1939. En 1945, il est élu secrétaire général du PEN club hongrois, fonction qu’il assume jusqu'en 1960. Cependant, les troubles politiques entre 1948 et 1957 le font officiellement expulser de l'Association des écrivains hongrois. 
Ses principaux ouvrages sont traduits à partir de 1956, en marge de la vie littéraire hongroise, toujours figée dans la sphère communiste, où son œuvre était seulement tolérée.

## Œuvres
- Eurasie (roman, 1937),
- Le dieu de la pluie pleure sur le Mexique (roman historique autour de la figure d’Hernán Cortés, 1939),
- Jeanne de Naples (roman historique, 1940),
- Le château Lombard (roman, 1940-1944),
- Le Porphyrogénète (roman, 1943),
- Portes battantes (roman, 1944),
- Nuage et Oasis (roman, 1946),
- Le velours noir (roman historique, Budapest, 1946),
- Entre les griffes de l’aigle  (roman historique, 1956),
- Le musicien du duc de Mantoue (roman historique autour de Claudio Monteverdi, 1957),
- Lagunes (roman historique, Budapest, 1958),
- Dents de dragon (roman historique sur les principaux membres de la famille Báthory, 1960),
- Les dieux d'or sont froids (roman historique autour de Raphaël et son temps, 1964),
- Madrigal (roman historique autour de Carlo Gesualdo, 1968),
- Espagne éternelle (récit de voyage, 1969),
- Naples (livres éducatifs, 1972),
- Méduse (roman historique, 1979),
- Dix ans sous le même toit (1981),
- Anselme (roman historique, Budapest, 1983).

## Source
- (hu) Cet article est partiellement ou en totalité issu de l’article de Wikipédia en hongrois intitulé « Passuth László » (voir la liste des auteurs).